# الدلو (كوكبة)
كوكبة الدلو هي كوكبة ضمن الأبراج السماوية، بين كوكبة الجدي وكوكبة الحوت تعبره وتمر منه الشمس في وسط شهر فبراير حتى أواسط مارس، وهو على شكل موجات مائية ويوصف أحيانا كشخص يسكب الماء من دلو، يسمي الدلو ایضا لبرج الدلو من الأبراج السماوية المعروفة قديماً حیث کانت تمر فی ماض البعید فی هذا الکوکبة وهو يوجد في منطقة تسمى اليوم وذلك بفضل الأبراج المائية الأخرى الموجودة فيه مثل قيطس والحوت. أحياناً توصف كوكبة النهر كنبع من دلو حامل الماء. ويظهر عدد من زخات الشهب في كوكبة الدلو خلال السنة، من أهمها دلتا الدلويات وإتا الدلويات.

## اقرأ أيضاً
- برج الدلو
- غليزا 876
- ترابيست-1